# Liste von Persönlichkeiten der Stadt Tel Aviv-Jaffa
Die folgende Liste enthält in Tel Aviv-Jaffa geborene oder gestorbene sowie die von der Stadt zu Ehrenbürgern ernannten Persönlichkeiten, jeweils chronologisch aufgelistet nach dem Geburtsjahr. Die Liste erhebt keinen Anspruch auf Vollständigkeit.

## In Tel Aviv-Jaffa geborene Persönlichkeiten

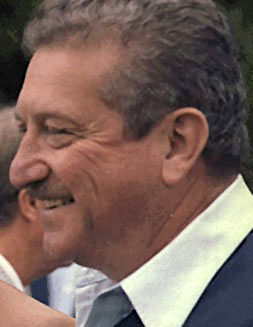
Ezer Weizman

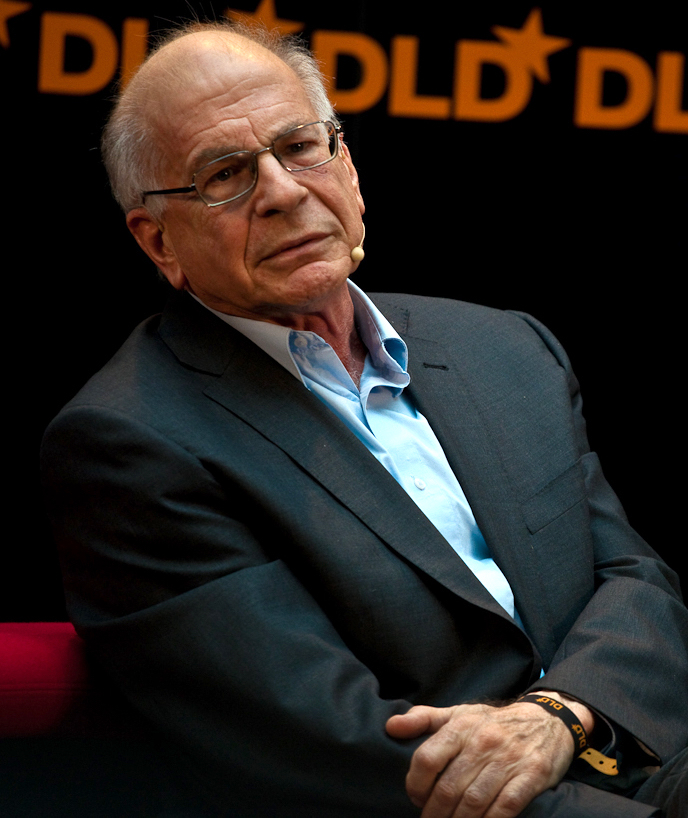
Daniel Kahneman

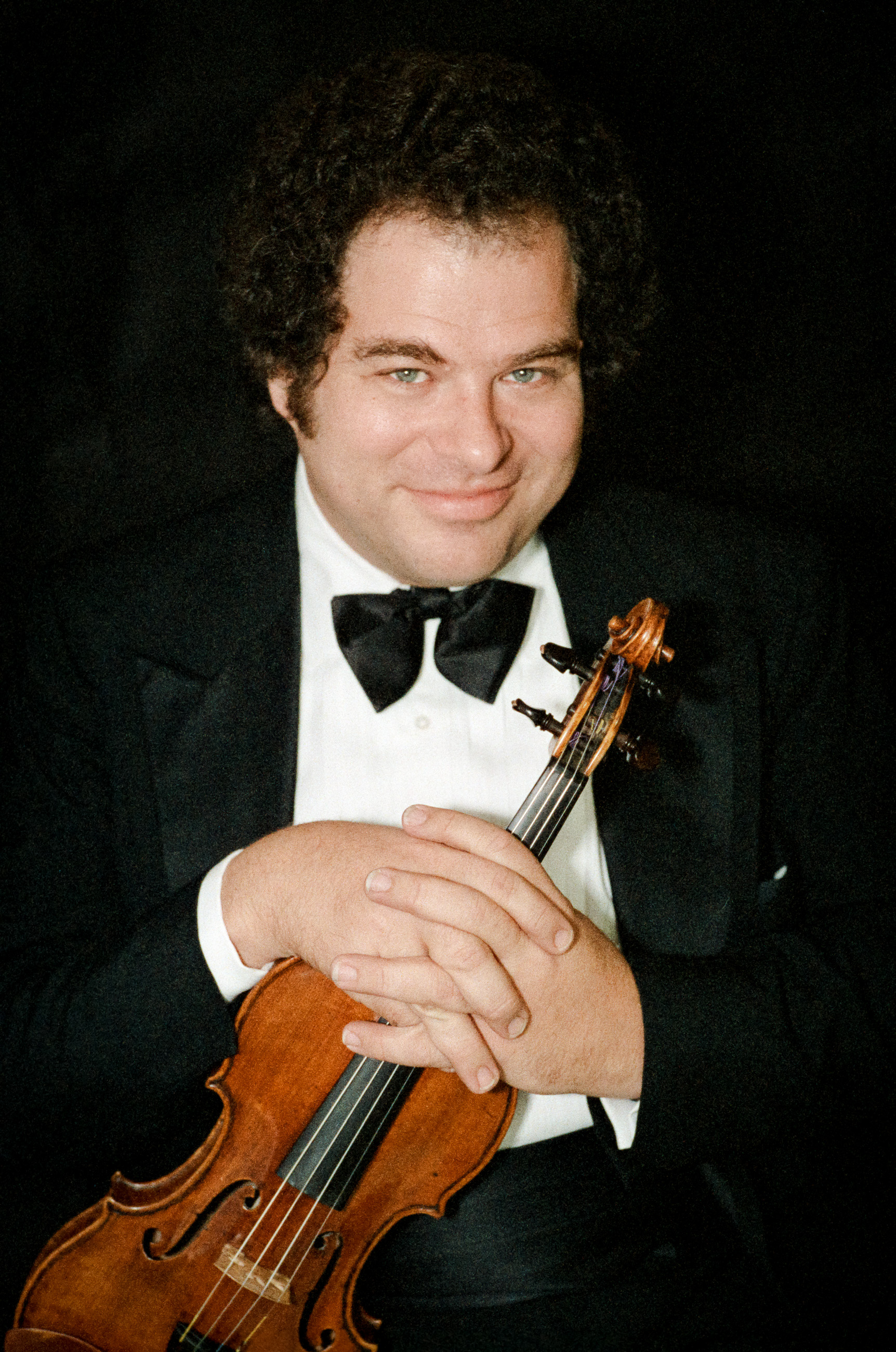
Itzhak Perlman

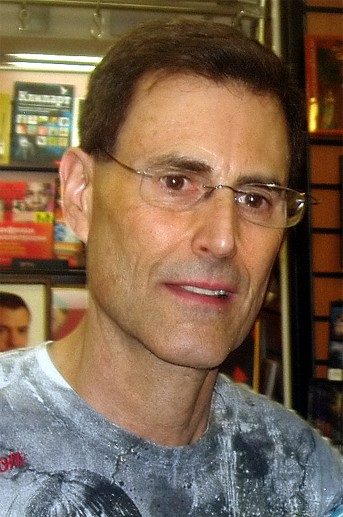
Uri Geller

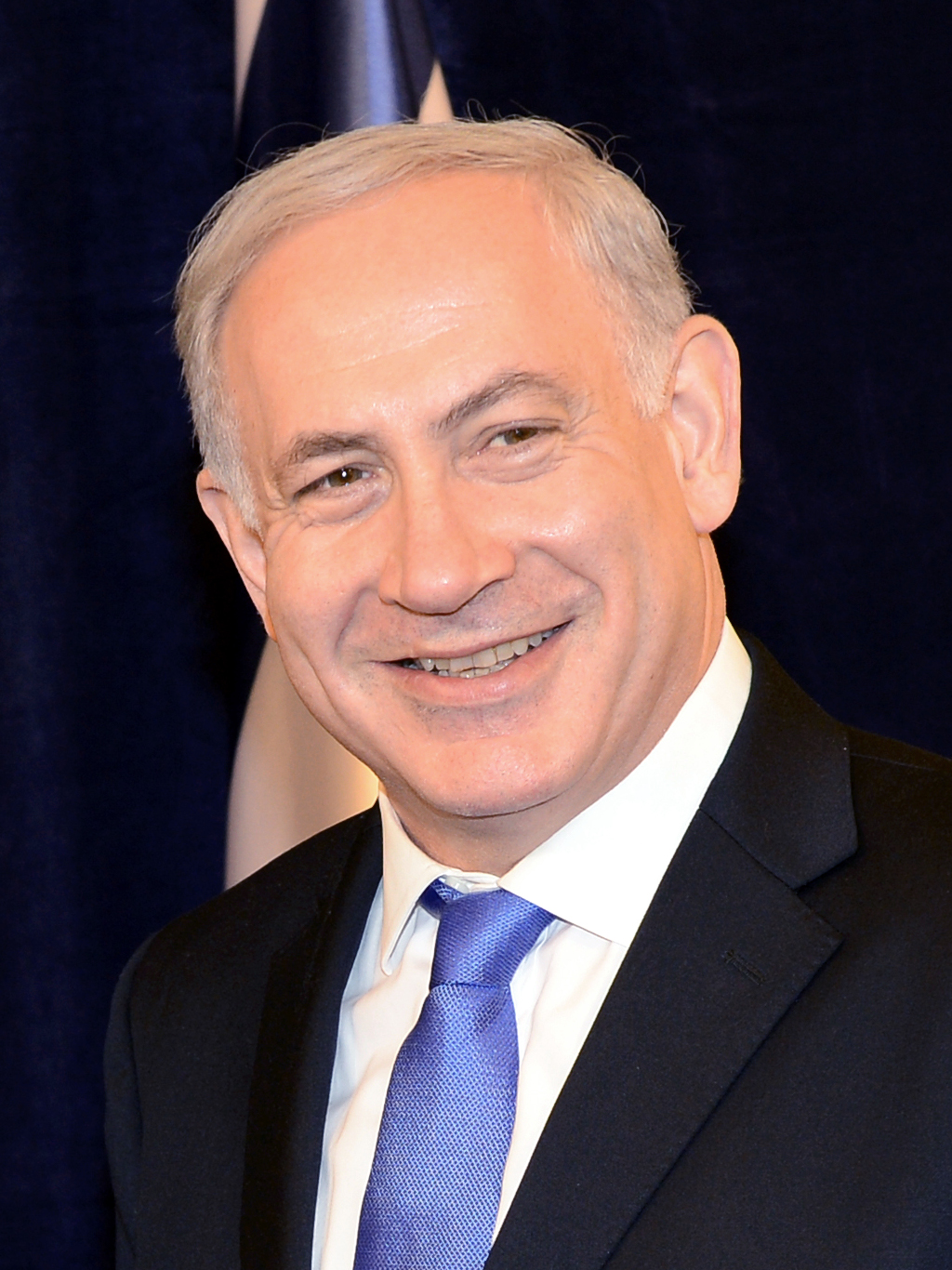
Benjamin Netanjahu

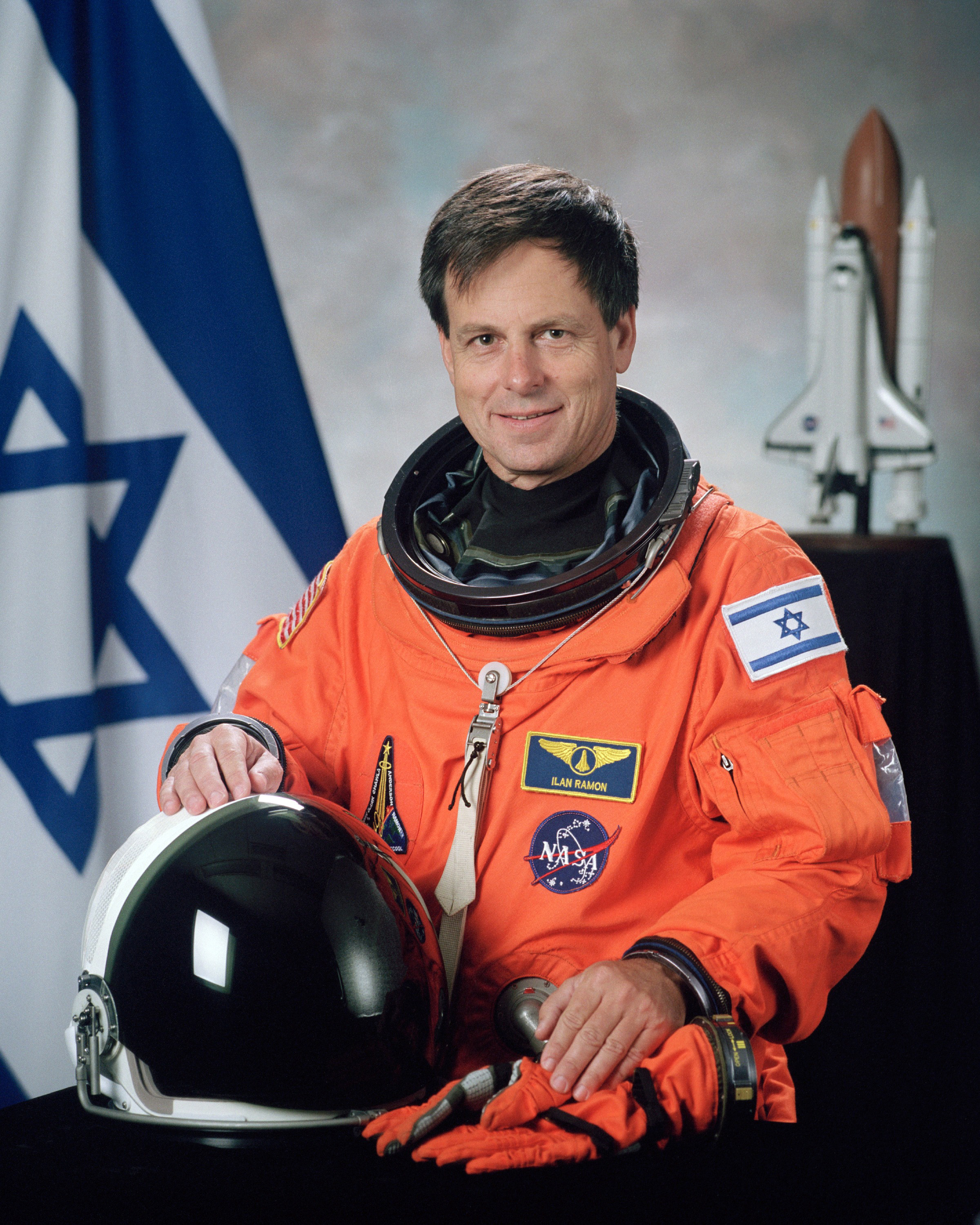
Ilan Ramon

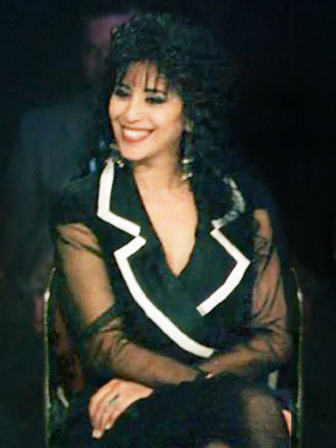
Ofra Haza

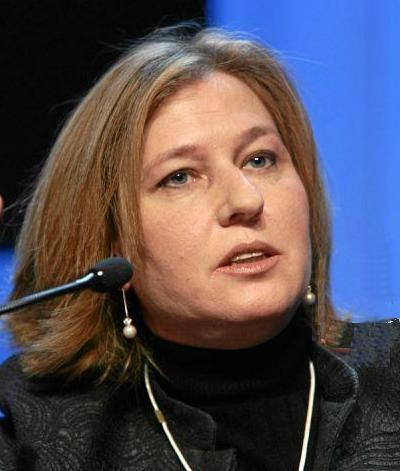
Tzipi Livni

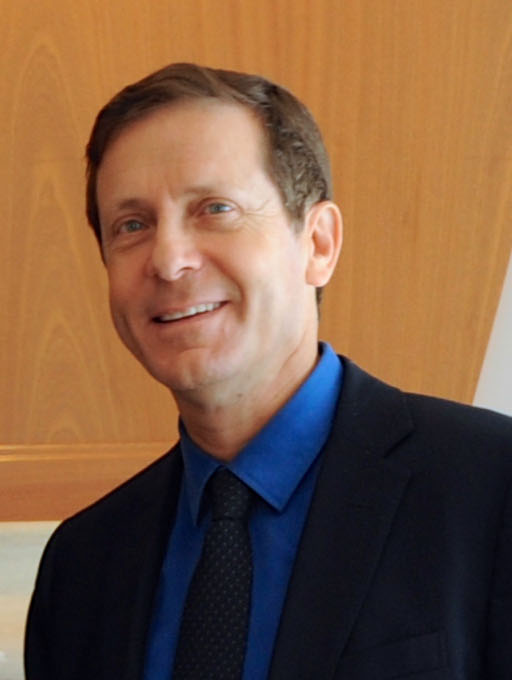
Jitzchak Herzog

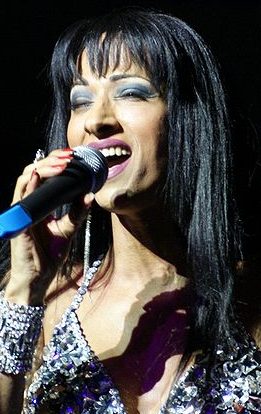
Dana International

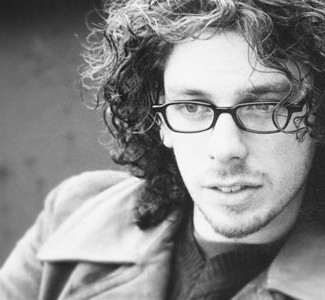
Oren Lavie

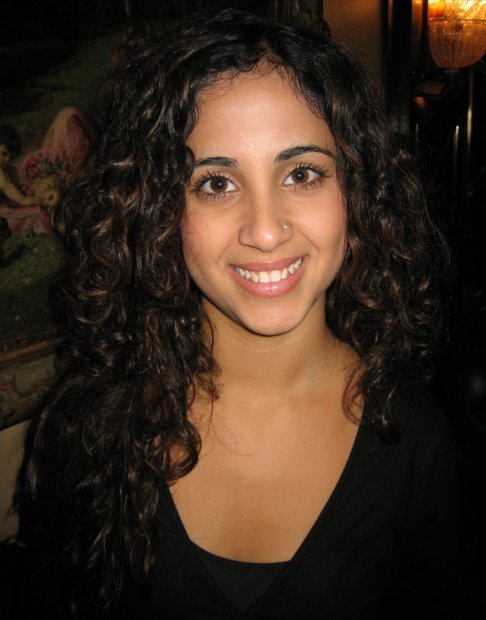
Liel Kolet

### Bis 1900
- Blanche von Frankreich (1253–1320/23), französische Prinzessin aus der Dynastie der Kapetinger
- Jona von Ustinov (1892–1962), Diplomat und Vater des Schauspielers Peter Ustinov
- Ludwig Schlaich (1899–1977), Leiter der Heil- und Pflegeanstalt Stetten

### 20. Jahrhundert

#### 1901 bis 1930
- Michel Loève (1907–1979), US-amerikanischer Mathematiker
- Ya'akov Meridor (1913–1995), Politiker, Unternehmer und Kommandeur der Irgun Zwai Leumi
- Alon Talmi (1914–2001), Professor und Dekan
- Yael Dowker (1919–2016), Mathematikerin
- Schmuel Agmon (1922–2025), Mathematiker
- Haim Gouri (1923–2018), Lyriker, Romanautor, Journalist und Dokumentarfilmer
- Ezer Weizmann (1924–2005), israelischer Präsident
- Geula Cohen (1925–2019), Herausgeberin und Politikerin
- Juval Ne’eman (1925–2006), Physiker und Politiker
- Chaim Taub (1925–2024), Geiger und Musikpädagoge
- Rachel Galun (1926–2023), Entomologin und Hochschullehrerin
- Jitzchak Modai (1926–1998), Politiker und langjähriger Minister
- Mordechai Sheinkman (* 1926), Komponist
- Eliahu Winograd (1926–2018), Richter am israelischen Obersten Gericht
- Jitzchak Chofi (1927–2014), Direktor des israelischen Geheimdienstes Mossad
- Aharon Davidi (1927–2012), Offizier und Brigadegeneral der israelischen Armee
- Amos Kenan (1927–2009), Autor, Maler und Bildhauer
- Uzi Wiesel (1927–2019), Cellist und Musikpädagoge
- Schulamit Aloni (1928–2014), Rechtsanwältin, Menschenrechtspolitikerin, Schriftstellerin und Politikerin
- Ibrahim Abu-Lughod (1929–2001), palästinensisch-amerikanischer Politikwissenschaftler und Politiker
- Gidon Graetz (1929–2025), Bildhauer
- Zev Bufman (1930–2020), Schauspieler und Theaterproduzent
- Yoram Kaniuk (1930–2013), Schriftsteller und Journalist
- Dani Karavan (1930–2021), Bildhauer

#### 1931 bis 1940
- Abraham Kaplan (1931–2023), amerikanischer Dirigent und Komponist
- Gerschon Tzipor (1931–2012), Architekt und Stadtplaner
- Ruth Horam (1932–2021), Künstlerin
- Shafik Hout (1932–2009), Mitbegründer der PLO
- Menashe Kadishman (1932–2015), Zeichner, Maler und Bildhauer
- Ephraim Katz (1932–1992), Autor, Journalist und Dokumentarfilmer
- Amitzur Schapira (1932–1972), Leichtathletiktrainer
- Avraham Sharir (1932–2017), Politiker und Minister
- Ruth Arnon, geborene Rosenberg (* 1933), Immunologin und Hochschullehrerin
- Elisa Gabbai (1933–2010), Sängerin
- Salah Khalaf (1933–1991), PLO-Funktionär und zweitältester offizieller Vertreter der Fatah
- David Avidan (1934–1995), Dichter, Maler, Filmemacher, Publizist und Dramatiker
- Daniel Kahneman (1934–2024), israelisch-US-amerikanischer Psychologe
- Avraham Katz-Oz (* 1934), Politiker, Landwirtschaftspolitiker
- David Libai (1934–2023), Rechtswissenschaftler und Politiker
- Dan Miron (* 1934), Literaturwissenschaftler und -kritiker
- Moshe Ma'oz (* 1935), Historiker
- Margalit Matitiahu (* 1935), Dichterin
- Tsvi Chaim Nussbaum (1935–2012), Arzt und Holocaust-Überlebender
- Avi Primor (* 1935), Publizist, Diplomat und israelischer Botschafter in Deutschland
- Aharon Razin (1935–2019), Biochemiker und Molekularbiologe
- Noam Sheriff (1935–2018), Komponist
- Chaim Topol (1935–2023), Schauspieler
- Shlomo Aronson (1936–2020), Historiker
- Yoram Dinstein (1936–2024), Professor für Rechtswissenschaft
- Nira Harel (* 1936), Schriftstellerin
- Joram Lindenstrauss (1936–2012), Mathematiker
- Samy Molcho (* 1936), Pantomime
- Ram Oren (* 1936), Journalist, Schriftsteller und Verleger
- Judea Pearl (* 1936), Informatiker
- Shmuel Winograd (1936–2019), israelisch-US-amerikanischer Informatiker, Mathematiker und Wissenschaftler
- Jigal Cohen-Orgad (1937–2019), Politiker und Finanzminister
- Amos Funkenstein (1937–1995), Historiker
- Abu Nidal (1937–2002), palästinensischer Terrorist
- Talal Abu-Ghazaleh (* 1938), Vorsitzender, CEO und Gründer der Talal-Abu-Ghazaleh-Organisation
- Carmela Corren (1938–2022), Schlagersängerin und Schauspielerin
- Arik Einstein (1939–2013), Sänger
- Pinchas Goldstein (1939–2007), Politiker, stellvertretender Bildungsminister
- Anna Levinson (1939–2015), deutsche Zoologin und Entomologin
- Jaakov Neeman (1939–2017), Politiker, Justiz- und Finanzminister
- Jehoschua Sobol (* 1939), Dramatiker und Schriftsteller
- Micha Ullman (* 1939), Bildhauer und Hochschulprofessor
- Ofra Zimbalista (1939–2014), Bildhauerin
- Joshua Epstein (* 1940), Violinist und Hochschullehrer
- Haim Harari (* 1940), Elementarteilchenphysiker und Wissenschaftsorganisator

#### 1941 bis 1950
- Musa Arafat (1941–2005), General und Leiter des palästinensischen Militärgeheimdienstes
- Shmuel Ashkenasi (* 1941), Violinist
- Yossi Vardi (* 1942), Unternehmer, Berater und Investor
- Shulamit Volkov (* 1942), Historikerin und Hochschullehrerin
- Boaz Davidson (* 1943), Filmregisseur, Drehbuchautor und Produzent
- Ibrahim Elmadfa (* 1943), österreichischer Ernährungswissenschaftler
- Etan Kohlberg (* 1943), Arabist
- Hanoch Levin (1943–1999), Schriftsteller, Dramatiker und Regisseur
- Jeheskel Shoshani (1943–2008), israelisch-US-amerikanischer Evolutionsbiologe und Mammaloge
- Ronald Barazon (* 1944), österreichischer Journalist
- Pierre Dulaine (* 1944), Tanzlehrer
- Uzi Landman (* 1944), israelisch-amerikanischer Chemiker
- David Ascalon (* 1945), Künstler und Bildhauer
- Gabriel Gorodetsky (* 1945), Historiker
- Nitza Metzger-Szmuk (* 1945), Architektin und Denkmalschützerin
- Itzhak Perlman (* 1945), Geiger
- Uri Geller (* 1946), Bühnenmagier
- Rivka Golani (* 1946), israelisch-kanadische Bratschistin
- Joseph Kalichstein (1946–2022), US-amerikanischer klassischer Musiker und Musikpädagoge
- Ahmad Abu Laban (1946–2007), dänischer Imam
- Ronny Loewy (1946–2012), deutscher Filmhistoriker
- Batya Gur (1947–2005), Schriftstellerin, Journalistin und Literaturwissenschaftlerin
- Rafael Seligmann (* 1947), deutsch-israelischer Schriftsteller, Publizist, Politologe und Zeithistoriker
- Michael Wolffsohn (* 1947), deutscher Historiker und Publizist
- Mayana Zatz (* 1947), brasilianische Molekularbiologin und Genetikerin
- Joseph Avron (* 1948), mathematischer Physiker
- Dan Chalutz (* 1948), General
- Bracha Ettinger (* 1948), Künstlerin, Psychoanalytikerin und Hochschullehrerin
- Hanna Fahlbusch-Wald (1948–2006), österreichische Opernsängerin
- Zila Friedman (* 1948), Malerin
- Pinchas Zukerman (* 1948), Violinist, Bratschist und Dirigent
- Dan Ashbel (* 1949), Diplomat
- Myriam Fuks (* 1949), Sängerin und Schauspielerin
- Raviv Gazit (* 1949), Komponist und Musikpädagoge
- Maira Kalman (* 1949), US-amerikanische Autorin und Künstlerin
- Jacob Klein (* 1949), Chemiker
- Benjamin Netanjahu (* 1949), Politiker und Ministerpräsident Israels 1996–1999 sowie seit 2009
- Tsvi Piran (* 1949), Astrophysiker
- Shulamit Ran (* 1949), Komponistin und Musikpädagogin
- Moshe Zuckermann (* 1949), Soziologe
- Chaim Ramon (* 1950), Politiker
- Lior Shambadal (* 1950), Dirigent und Komponist
- Mina Teicher (* 1950), Mathematikerin

#### 1951 bis 1960
- Ron Arad (* 1951), Industriedesigner und Architekt
- Anat Feinberg (* 1951), Literaturwissenschaftlerin
- Pini Gershon (* 1951), Basketballtrainer
- Yochanan Afek (* 1952), israelisch-niederländischer Schachkomponist, -spieler, -journalist, -organisator und -trainer
- Ilan Chester (* 1952), venezolanischer Musiker und Sänger
- Benny Hinn (* 1952), amerikanischer Fernsehprediger
- Batya Horn (* 1952), österreichische Verlegerin und Galeristin
- Esther Roth (* 1952), Leichtathletin
- Adi Shamir (* 1952), Kryptologieexperte
- Hanna Sperling (* 1952), deutsche Ärztin, Landesverbands-Vorsitzende Jüdischer Gemeinden Westfalen-Lippe
- Daniel Blatman (* 1953), Historiker
- Lizzie Doron (* 1953), Schriftstellerin
- Hanna Laslo (* 1953), Kabarettistin, Komödiantin und Schauspielerin
- Benny Ziffer (* 1953), Journalist, Schriftsteller und Übersetzer
- Muli Katzurin (* 1954), Basketballtrainer
- Betty Olivero (* 1954), Komponistin
- Ilan Ramon (1954–2003), Oberst der israelischen Luftwaffe und der erste Raumfahrer seines Landes
- Kiki Keren-Huss (* 1955), Komponistin
- Nava Semel (1954–2017), Journalistin und Schriftstellerin
- Dorit Abusch (* 1955), Autorin, Professorin und Sprachwissenschaftlerin
- Daniel Oren (* 1955), Dirigent
- Avi Cohen (1956–2010), Fußballspieler
- Avi Mograbi (* 1956), Dokumentarfilmer
- Nathan Seiberg (* 1956), theoretischer Physiker
- Rami Suliman (* 1956), deutscher Unternehmer und Richter am Verfassungsgerichtshof für das Land Baden-Württemberg
- Yakov Hadas-Handelsman (* 1957), Diplomat und Botschafter Israels in Deutschland
- Ofra Haza (1957–2000), Sängerin
- Udi Adam (* 1958), Generalmajor der Israelischen Streitkräfte
- Dorit Bearach (* 1958), Malerin und Grafikerin
- Joaw Galant (* 1958), Generalleutnant in der israelischen Armee
- Tzipi Livni (* 1958), Politikerin
- Dror Zahavi (* 1959), Film- und Fernsehregisseur
- Jitzchak Herzog (* 1960), Politiker und Rechtsanwalt

#### 1961 bis 1970
- Airan Berg (* 1961), israelisch-österreichischer Theaterregisseur und Kulturmanager
- Doron Rabinovici (* 1961), israelisch-österreichischer Historiker und Schriftsteller
- Igal Avidan (* 1962), deutsch-israelischer Autor und freier Journalist
- Boaz Kaizman (* 1962), Künstler
- Samuel Maoz (* 1962), Regisseur und Drehbuchautor
- Leonid Doroschenko (* 1964), israelisch-ukrainischer Handballtorwart
- Yvan Attal (* 1965), Schauspieler und Regisseur
- Amos Mansdorf (* 1965), Tennisspieler
- Yishai Sarid (* 1965), Jurist und Schriftsteller
- Gideon Sa’ar (* 1966), Politiker, Minister und stellvertretender Ministerpräsident
- Limor Goldstein (* 1967), Theater- und Filmschauspielerin
- Tal R (* 1967), Künstler
- Yoav Kisch (* 1968), Politiker
- Reviel Netz (* 1968), Altphilologe, Philosoph und Historiker
- Achinoam Nini (* 1969), Sängerin und Liedermacherin
- Assif Tsahar (* 1969), Jazzmusiker
- Ayelet Zurer (* 1969), Schauspielerin
- Liran Einav (* 1970), israelisch-amerikanischer Wirtschaftswissenschaftler
- Oded Fehr (* 1970), Film- und Theaterschauspieler
- Amos Hoffman (* 1970), Jazz-Gitarrist, Oud-Spieler und Komponist
- Ayelet Nahmias-Verbin (* 1970), Politikerin

#### 1971 bis 1980
- Guy Braunstein (* 1971), Violinist
- Sagi Kalev (* 1971), Bodybuilder
- Lior Navok (* 1971), Komponist und Dirigent
- Sigalit Feig (* 1971), Sängerin, Schauspielerin und Tänzerin
- Ghil’ad Zuckermann (* 1971), Sprachwissenschaftler
- Yoel Hasson (* 1972), Politiker
- Ronen Altman Kaydar (* 1972), Autor, Dichter und Übersetzer
- Dana International (* 1972), Sängerin, Gewinnerin des Eurovision Song Contest 1998
- Alexandra Milchan (* 1972), Filmproduzentin
- Uri Cohen-Mintz (* 1973), Basketballspieler
- Tzipora Obziler (* 1973), ehemalige Tennisspielerin
- Sasha Roiz (* 1973), Schauspieler
- Yaron Shani (* 1973), Filmemacher
- Shelly Kupferberg (* 1974), deutsche Journalistin, Moderatorin und Autorin
- Noam Behr (* 1975), Tennisspieler
- Assaf Kacholi (* 1975), lyrischer Tenor (Adoro)
- Amir Lehavot (* 1975), Pokerspieler
- Linet (* 1975), türkisch-israelische Sängerin
- Oded Lev-Ari (* 1975), Jazzmusiker und Musikproduzent
- Sendi Bar (* 1976), Schauspielerin und Model
- Tamar Halperin (* 1976), Cembalistin, Pianistin, Dirigentin
- Oren Lavie (* 1976), Komponist, Musiker, Theaterschriftsteller und Regisseur
- Itai Sobol (* 1976), Pianist, Komponist
- Ilan Volkov (* 1976), Dirigent
- Yonathan Avishai (* 1977), Jazzmusiker
- Keren Cytter (* 1977), Künstlerin
- Guy Tuneh (* 1977), Musiker
- Eli Degibri (* 1978), Jazzmusiker
- Rachel Gold (* 1978), Karikaturistin, Grafikerin und Cartoonistin
- Yariv Mozer (* 1978), Drehbuchautor, Filmproduzent und Regisseur
- Adam Neumann (* 1979), Unternehmer
- Subliminal (* 1979), Rapper und Produzent
- Ronen Eldan (* 1980), Mathematiker
- Yael Nachshon Levin (* 1980), Jazzmusikerin und Autorin

#### 1981 bis 1990
- Maya Dunietz (* 1981), Performancekünstlerin, Improvisationsmusikerin und Komponistin
- Uri Gincel (* 1981), Jazzmusiker
- Lior Suchard (* 1981), Mentalist
- Yotam Silberstein (* 1982), Jazz- und Fusionmusiker
- Hila Bronstein (* 1983), deutsche Popsängerin
- Asi Moshe (* 1983), Pokerspieler
- Michael Aloni (* 1984), Schauspieler, Regisseur, Autor und Fernsehmoderator
- Tamir Cohen (* 1984), Fußballspieler
- Yotam Halperin (* 1984), Basketball-Nationalspieler
- Saar Steele (* 1984), Tennisspieler
- Sivan Eldar (* 1985), Komponistin
- Tanya Kahana (* 1985), deutsche Synchronsprecherin
- Tal Laufer (* 1985), Schriftsteller
- Yuval Scharf (* 1985), Schauspielerin und Model
- Daniel Dor (* 1986), Jazzmusiker
- Noa Wolman (* 1986), Schauspielerin und Model
- Niv Libner (* 1987), Radrennfahrer
- Adi Sofer (* 1987), Fußballspieler
- Yael van der Wouden (* 1987), niederländische Schriftstellerin
- Ido Exbard (* 1988), Fußballspieler
- Ron Ponte (* 1988), Volleyballspielerin
- Keren Shlomo (* 1988), Tennisspielerin
- Maya Shoef (* 1988), Schauspielerin
- Yon Tumarkin (* 1989), Schauspieler
- Liel Kolet (* 1989), Sängerin
- Esti Ginzburg (* 1990), Model und Schauspielerin
- Uri Zahavi (* 1990), israelisch-deutscher Sportjournalist und Fernsehmoderator

#### 1991 bis 2000
- Gil Pomeranz (* 1991), Handballnationalspieler
- Dar Zuzovsky (* 1991), Schauspielerin und Model
- Tomer Bar-Even (* 1992), Basketballspieler
- Tal Baron (* 1992), Schachspieler
- Eliana Tidhar (* 1992), Schauspielerin und Sängerin
- Tal Aizik (* 1993), E-Sportler
- Omer Perelman Striks (* 1993), Schauspieler
- Roy Nissany (* 1994), französisch-israelischer Automobilrennfahrer
- Maor Sherf (* 1994), Eishockeyspieler
- Daniel Cukierman (* 1995), Tennisspieler
- Gaya Gur-Aryeh (* 1995), Schauspielerin
- Aviv Milner (* 1995), Eishockeyspieler
- Amit Rahav (* 1995), Schauspieler
- Yonatan Cohen (* 1996), Fußballspieler
- Dean Hafner (* 1996), Schauspielerin
- Ty Jacob Leaf (* 1997), Basketballspieler
- Daniel Samohin (* 1998), Eiskunstläufer
- David Levin (* 1999), Eishockeyspieler
- Swell Ariel Or (* 1999), Schauspielerin
- Robert Schwarzman (* 1999), israelisch-russischer Rennfahrer
- Denis Shapovalov (* 1999), kanadischer Tennisspieler
- Roni Kaspi (* 2000), Jazzmusikerin
- Daniel Peretz (* 2000), israelisch-deutscher Fußballtorwart
- Gefen Primo (* 2000), Judoka
- Yehonatan Reisinger (* 2000), Eishockeytorwart
- Alex Silberg (* 2000), Schauspielerin

### 21. Jahrhundert
- Deni Avdija (* 2001), Basketballspieler
- Nadav Cohen (* 2002), Handballspieler
- Blessing Afrifah (* 2003), Sprinter
- Emma Alfi (* 2003), Schauspielerin
- Stav Lemkin (* 2003), israelisch-spanischer Fußballspieler
- Roy Revivo (* 2003), Fußballspieler
- Maria Almasri (* 2004), Fußballspielerin
- Yann Raskin (* 2005), Eishockeyspieler

## In Tel Aviv-Jaffa gestorbene Persönlichkeiten

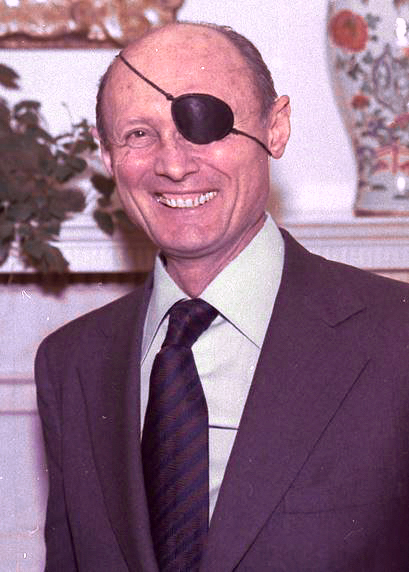
Mosche Dajan

- Meir Dizengoff (1861–1936), Ingenieur, Kaufmann sowie Mitbegründer und erster, langjähriger Bürgermeister Tel Avivs
- Friedrich Kitzinger (1872–1943), deutscher Hochschullehrer für Strafrecht
- Hermann Vallentin (1872–1945), deutscher Schauspieler und Sänger
- Devorah Baron (1887–1956), Schriftstellerin und Übersetzerin
- Hugo Gold (1895–1974), Historiker, Essayist, Herausgeber und Verleger
- Marcel Janco (1895–1984), rumänisch-israelischer Künstler, Schriftsteller und Architekt
- Chaim-Mosche Schapira (1902–1970), Politiker und Unterzeichner der israelischen Unabhängigkeitserklärung
- Moshé Feldenkrais (1904–1984), Ingenieur und Nahkampflehrer; entwickelte die nach ihm benannte Feldenkrais-Methode
- Erich Neumann (1905–1960), deutsch-israelischer Psychologe und Psychoanalytiker
- Moshe Czerniak (1910–1984), israelischer Schachmeister polnischer Herkunft
- Peter Gradenwitz (1910–2001), deutsch-israelischer Musikwissenschaftler und Komponist
- Mosche Dajan (1915–1981), General und Politiker; als Außenminister Israels führte er die Verhandlungen in Camp David
- Abel Ehrlich (1915–2003), Komponist
- Yohanan Aharoni (1919–1976), deutsch-israelischer Archäologe
- Itzchak Belfer (1923–2021), aus Polen stammender Bildhauer und Maler
- Sally Perel (1925–2023), deutsch-israelischer Autor und Überlebender des Holocaust
- Rafi Eitan (1926–2019), Politiker, Berater von Premierminister Menachem Begin und Geheimdienstchef und Minister
- Gideon Singer (1926–2015), israelisch-österreichischer Schauspieler
- Menahem Golan (1929–2014), Regisseur, Filmproduzent und Drehbuchautor
- Assi Dajan (1945–2014), Regisseur, Schauspieler, Drehbuchautor und Produzent

## Ehrenbürger von Tel Aviv-Jaffa
- Achad Ha'am (1856–1927), zionistischer Aktivist
- Albert Einstein (1879–1955; ernannt 1923), Physiker
- Abraham Sutzkever (1913–2010), Ghetto-Überlebender und Gegenwarts-Dichter in jiddischer Sprache
- Petra Roth (* 1944), Oberbürgermeisterin der Partnerstadt Frankfurt am Main bis 2012[1]